# Cindy van Eijk
Cindy van Eijk (Delft, 19 maart 1988) is een voormalig Nederlands korfbalster. Zij speelde 11 seizoenen in de Korfbal League, waarvan 4 bij PKC en 7 bij Fortuna.
Ze stond 2 maal in Ahoy in de zaalfinale, maar greep beiden keren naast de zaaltitel. Ze werd 1 maal topscoorder bij de vrouwen in de Korfbal League, in 2014. Ze moest vroegtijdig haar spelerscarrière stoppen, vanwege blessureleed. Momenteel is zij coach bij de A1-jeugd van Fortuna.

## Fortuna
Van Eijk begon met korfbal bij Fortuna in Delft. Zo won ze in 2004 de A1 junioren finale in Ahoy. Na de A-jeugd stroomde ze door naar de selectie van Fortuna, maar speelde eerst nog in Fortuna 2. Met Fortuna 2 werd ze ook nog Nederlands kampioen in 2005.
Haar jongere zus, Ilona van Eijk speelde ook korfbal bij Fortuna.

## PKC
In 2007 maakte zij, op 19-jarige leeftijd, de overstap naar PKC uit Papendrecht. Onder coach Ben Crum kwam zij in de hoofdmacht van de club terecht. Met o.a. Leon Simons en Mady Tims deed zij veel ervaring op. In 2011 stond zij met PKC in de zaalfinale van Ahoy. Helaas voor Van Eijk verloor zij met PKC van TOP met 21-19.
In datzelfde jaar stond ze ook met PKC in de veldfinale. Ook toen was TOP de tegenstander en ook die finale werd verloren.

## Terug op het oude nest
Na 4 seizoenen bij PKC keerde Van Eijk in 2011 terug bij Fortuna. In 2013 stond ze met Fortuna in de zaalfinale van Ahoy tegen haar oude club, PKC. Deze finale ging in de laatste minuut met 20-19 verloren.
In het seizoen erna, 2013-2014 werd Cindy van Eijk de topscoorder bij de vrouwen in de Korfbal League. Ze maakte dat seizoen namelijk 63 goals.

## Blessureleed
Van Eijk liep tijdens een wedstrijd op 14 december 2014 een ernstige knie-blessure op. Ze speelde dat seizoen slechts 5 wedstrijden en moest lang revalideren. Ze kwam in het volgende seizoen wel weer in actie, maar kreeg niet haar oude niveau terug.
In 2017 stopte zij met korfbal, op 29-jarige leeftijd. Uiteindelijk speelde ze 11 Korfbal League seizoenen.

## Statistieken
| Naam           | KL-seizoenen | Wedstrijden | Goals | Gemiddeld | Strafworpen |
| -------------- | ------------ | ----------- | ----- | --------- | ----------- |
| Cindy van Eijk | 11           | 168         | 247   | 1,4       | 50          |

## Coach
Na haar spelerscarrière is Van Eijk gaan coachen. Sinds 2018 is zij de coach van de A1 jeugd van Fortuna. In haar eerste seizoen als coach leidde ze haar ploeg naar de play-offs in de zaal, waar Fortuna strandde.